# دراگ (نوردفرایسلند)
دراگ (به آلمانی: دراگ) یک شهر در آلمان است که در نوردفرایسلند واقع شده‌است. دراگ ۵۹۵ نفر جمعیت دارد.